# ロイ・レイモンド
ロイ・レイモンド（Roy Raymond, 1947年4月15日 - 1993年8月26日）は、1977年にカリフォルニア州でランジェリーの小売であるヴィクトリアズ・シークレットを立ち上げたアメリカ合衆国の実業家である。

## 生い立ち
1947年4月15日にロイ・レイモンドはコネチカット州で生まれた。早くも彼は13歳の時にフェアフィールドで結婚式の招待状を作成するという商売を始めている。
また、レイモンドは1969年にタフツ大学を卒業し、さらにはスタンフォード大学経営大学院で経営管理の修士号を1971年に取得した。

## 経歴

### 初期
レイモンドは初めにマーケティング担当としていくつかの会社で働いており、その中には、ギルドワイナリーやマリオン・メルレル・ダウ、ヴイックス メディケイテッド ドロップといった会社が名を連ねている。
だが彼は、自分の事業を興すという壮大な夢を持っていた。

### ヴィクトリアズ・シークレット
彼は百貨店で妻のためにランジェリーを買ってやるのが恥ずかしいと感じ、1977年6月12日にデラウェアで妻のゲイとともにヴィクトリアズ・シークレットを創業。カリフォルニア州パロアルトにあるスタンフォード・ショッピング・センターにヴィクトリアズ・シークレットの一号店を設立した。店を開くために銀行から4万ドル、親族から4万ドルを借りた。
ロイと妻のゲイは共同して、ヴィクトリア朝風のスタイルで一号店を設計・開業し、初年には50万ドルを稼いだ。その後すぐに通信販売に手を広げた。
創業から5年後の1982年。レイモンドはヴィクトリアズ・シークレットをザ・リミテッドに400万ドルで売却した。1990年代までにヴィクトリアズ・シークレットは10億ドルに達し、アメリカ最大のランジェリーの小売となった。2009年では50億ドルであった。
レイモンドは1984年にマイ・チャイルズ・ディスティニーを起こしたが、1986年に倒産した。
1993年8月26日。レイモンドはゴールデンゲートブリッジから身を投げ、46歳で亡くなった。離婚しており、現在子どもは２人いる。

## ポップカルチャーでの登場
2010年の映画『ソーシャル・ネットワーク』では、ショーン・パーカーがマーク・ザッカーバーグに成功したアイデアの可能性を理解しない危険性を説く際、レイモンドを例に挙げた。